# Avenue Aristide-Briand (Arcueil, Bagneux et Montrouge)
Pour les articles homonymes, voir Avenue Aristide-Briand.
L’avenue Aristide-Briand est une voie de communication majeure de Montrouge, Arcueil et Bagneux. Elle suit le tracé de la route départementale 920, anciennement route nationale 20.

## Situation et accès

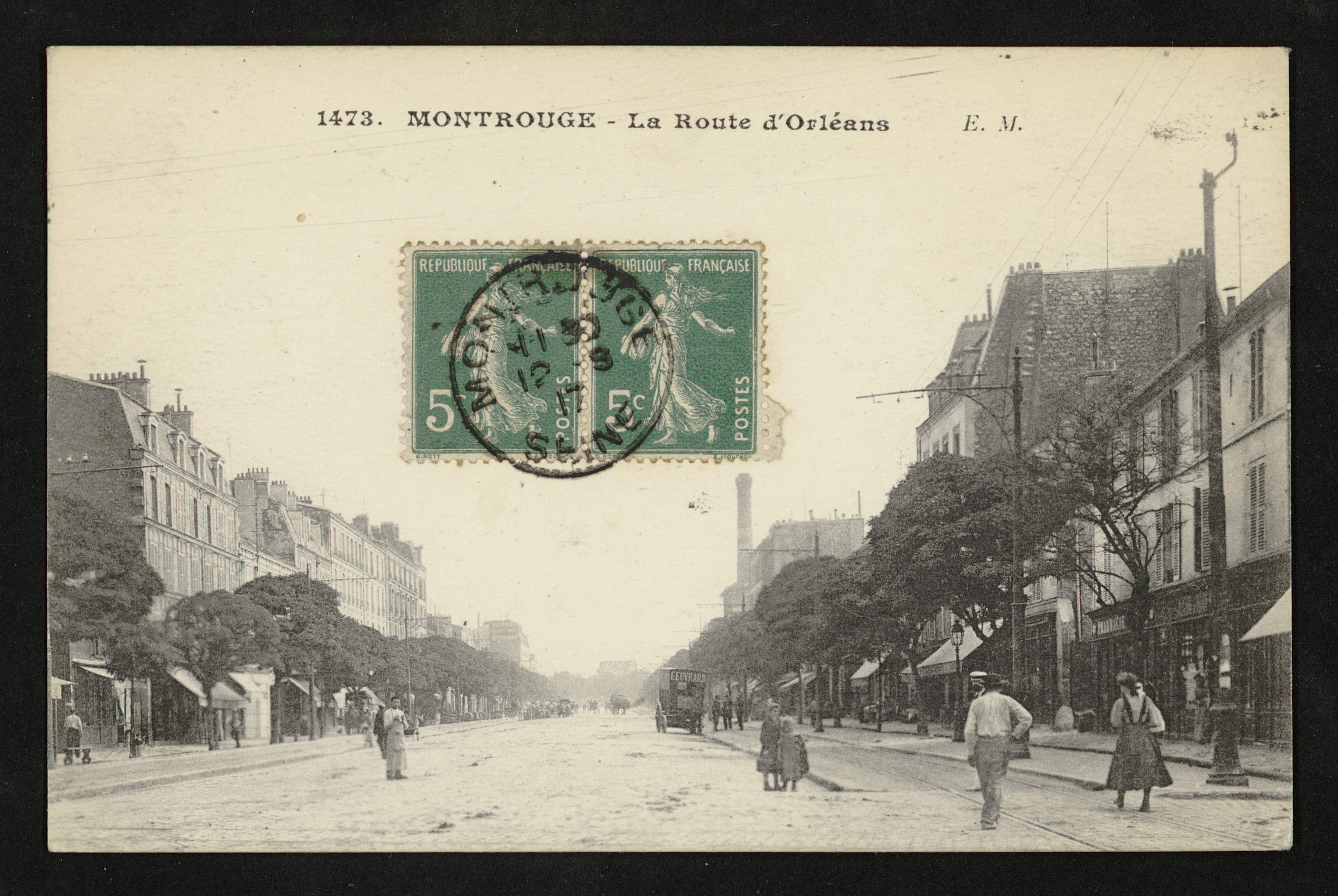
Montrouge - La route d'Orléans.

Cette avenue est accessible par la gare de Bagneux.
Partant de Paris au nord, elle passe notamment le croisement de la rue Gabriel-Péri et de la rue Barbès à Montrouge, puis rencontre l'extrémité est de la rue Louis-Rolland.
Elle traverse alors le carrefour de La Vache-Noire à Arcueil.
Bifurquant ensuite vers l'ouest, elle traverse alors la ville de Bagneux, marquant notamment le départ de l'avenue Victor-Hugo, de la rue Berthollet puis de l'avenue Albert-Petit, et se termine à la limite de Bourg-la-Reine.

## Origine du nom
Elle porte le nom d'Aristide Briand (1862-1932), homme politique, avocat, diplomate français, ministre et président du Conseil.

## Historique

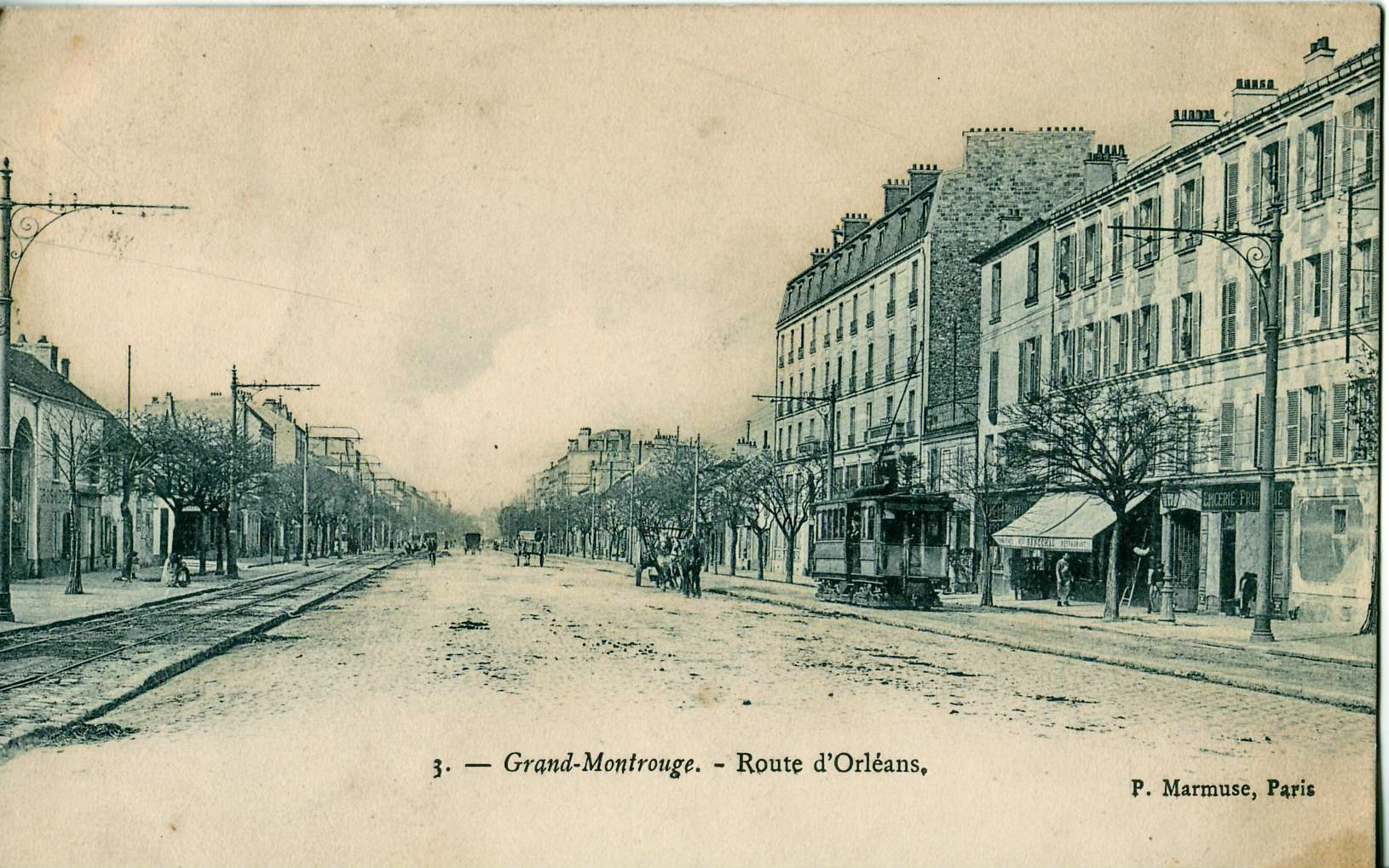
Tramway électrifié sur la route d'Orléans au Grand-Montrouge.

Cette voie de circulation était autrefois la route d'Orléans, depuis l’époque romaine une voie importante reliant Paris à Orléans.
Les premiers tramways de la ligne de chemin de fer sur route de Paris à Arpajon circulent sur la route d’Orléans en 1886, entre Paris et Antony. Une année plus tard, la ligne est achevée jusqu’à son terminus. Après 1901, elle est électrifiée par fil aérien entre la porte d’Orléans et la gare d'Antony.
En 1909, la Revue du Touring club de France signale à ses lecteurs, que la « Route nationale no 20 (Paris-Toulouse) [...] présente encore 300 mètres de mauvais pavages dans la traverse de Montrouge, 200 mètres à Arcueil, Bourg-la-Reine et Antony... »
En 1929, la partie nord de la route est annexée par la ville de Paris pour créer l'avenue de la Porte-d'Orléans.
L'avenue Aristide-Briand fait partie des voies de la banlieue parisienne pénétrant dans Paris, représentées en 1971 par Eustache Kossakowski dans une série photographique intitulée 6 mètres avant Paris.
En 2018 un projet d'aménagement de la section nord de la RD 920 est lancé par une concertation des habitants, associations et interlocuteurs économiques des communes de Bourg-la-Reine, Cachan, Bagneux, Arcueil et Montrouge. Ces aménagements visent un meilleur partage des espaces entre les différents usagers, une amélioration de la circulation avec notamment des traversées piétonnes plus confortables et une revalorisation de l'environnement. Ils compléteront les aménagements déjà réalisés entre 2011 et 2019 à Antony, Sceaux et Bourg-la-Reine.

## Bâtiments remarquables et lieux de mémoire
- sur la commune de Montrouge

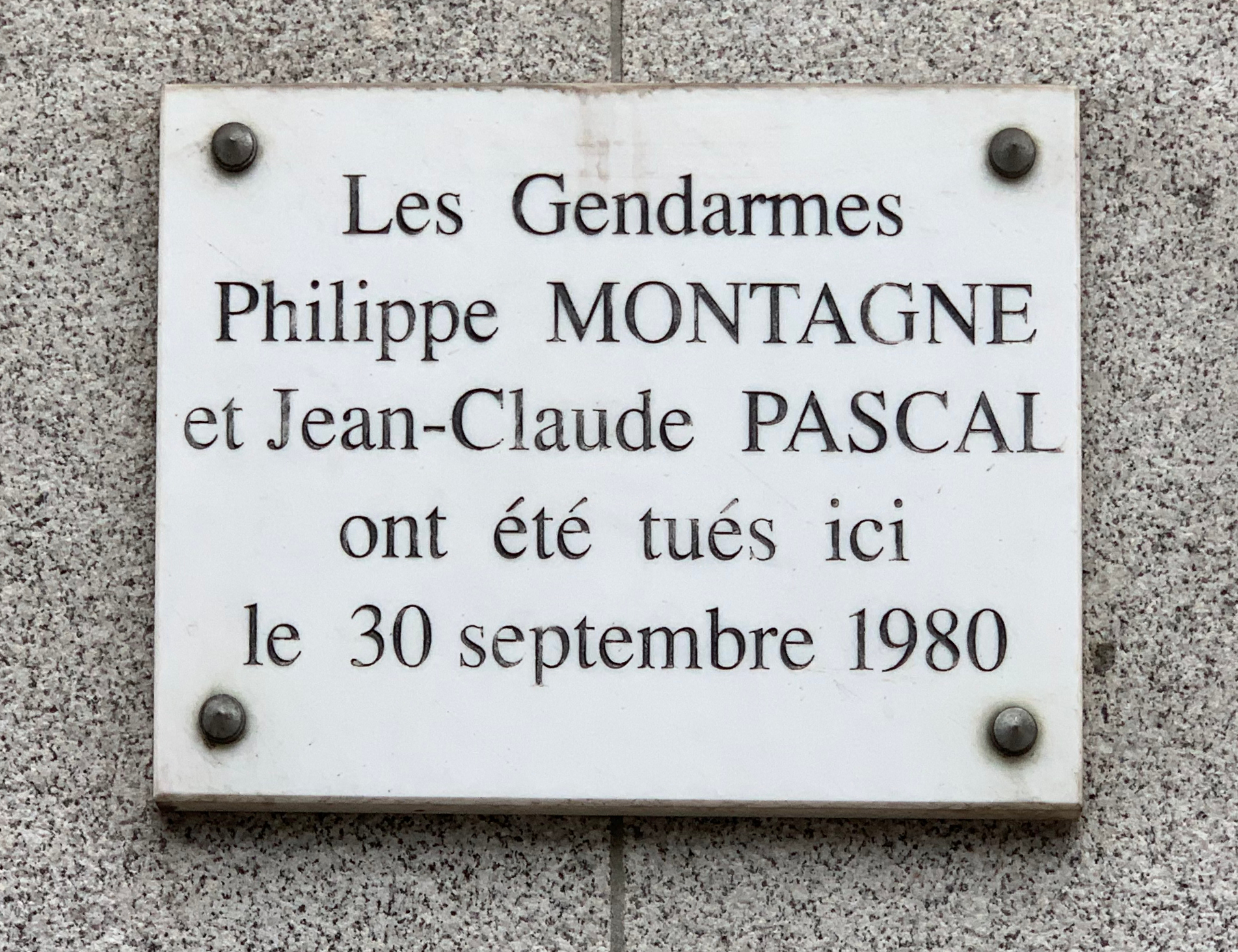
Rue Barbès 3 : plaque en souvenir des gendarmes Montagne et Pascal tués en 1980 à proximité de la porte de la Banque Populaire de l'avenue Aristide-Briand.

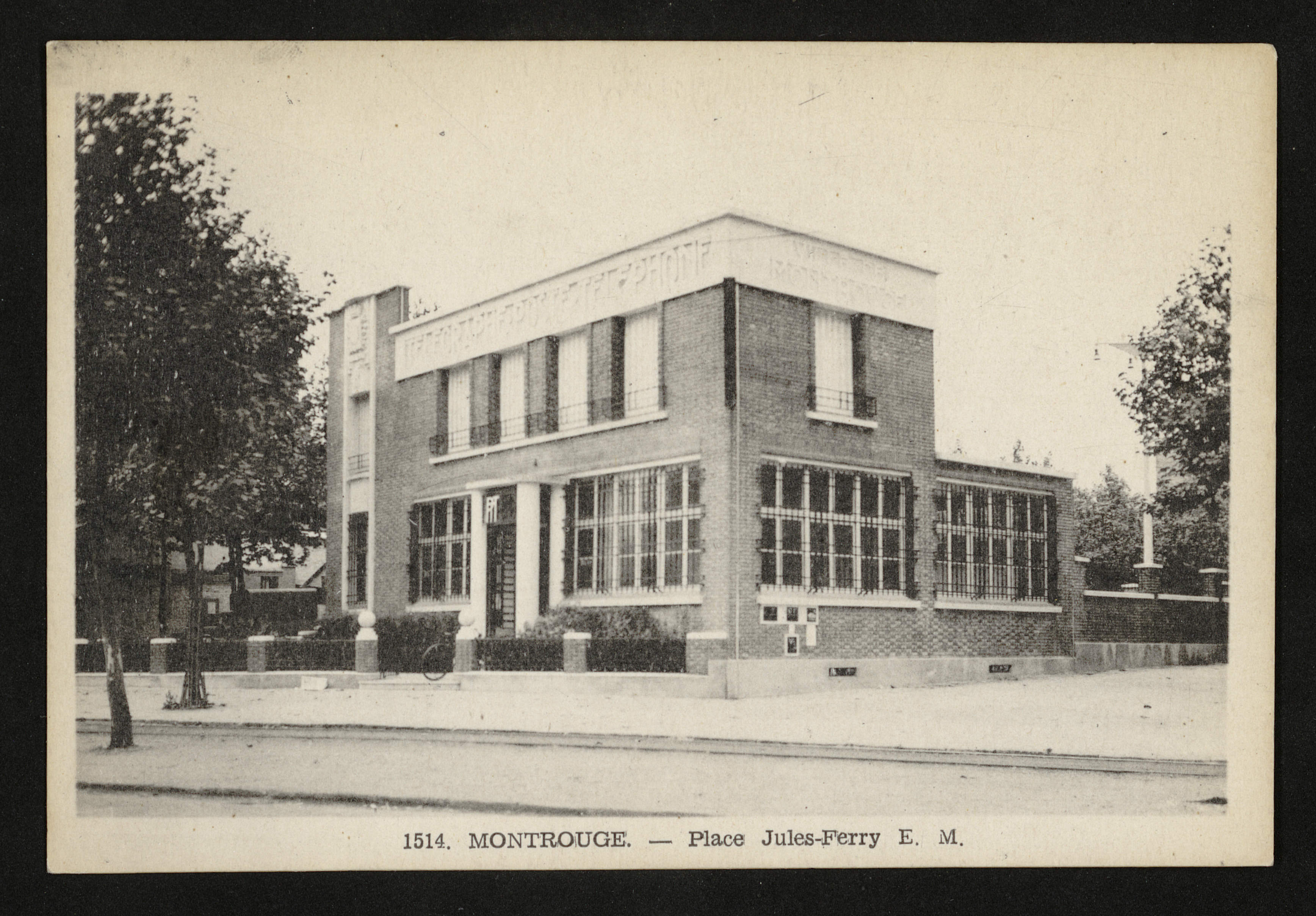
Bureau de poste (1937), place Jules-Ferry à Montrouge, pris du 126, avenue Aristide-Briand, carte postale non datée.

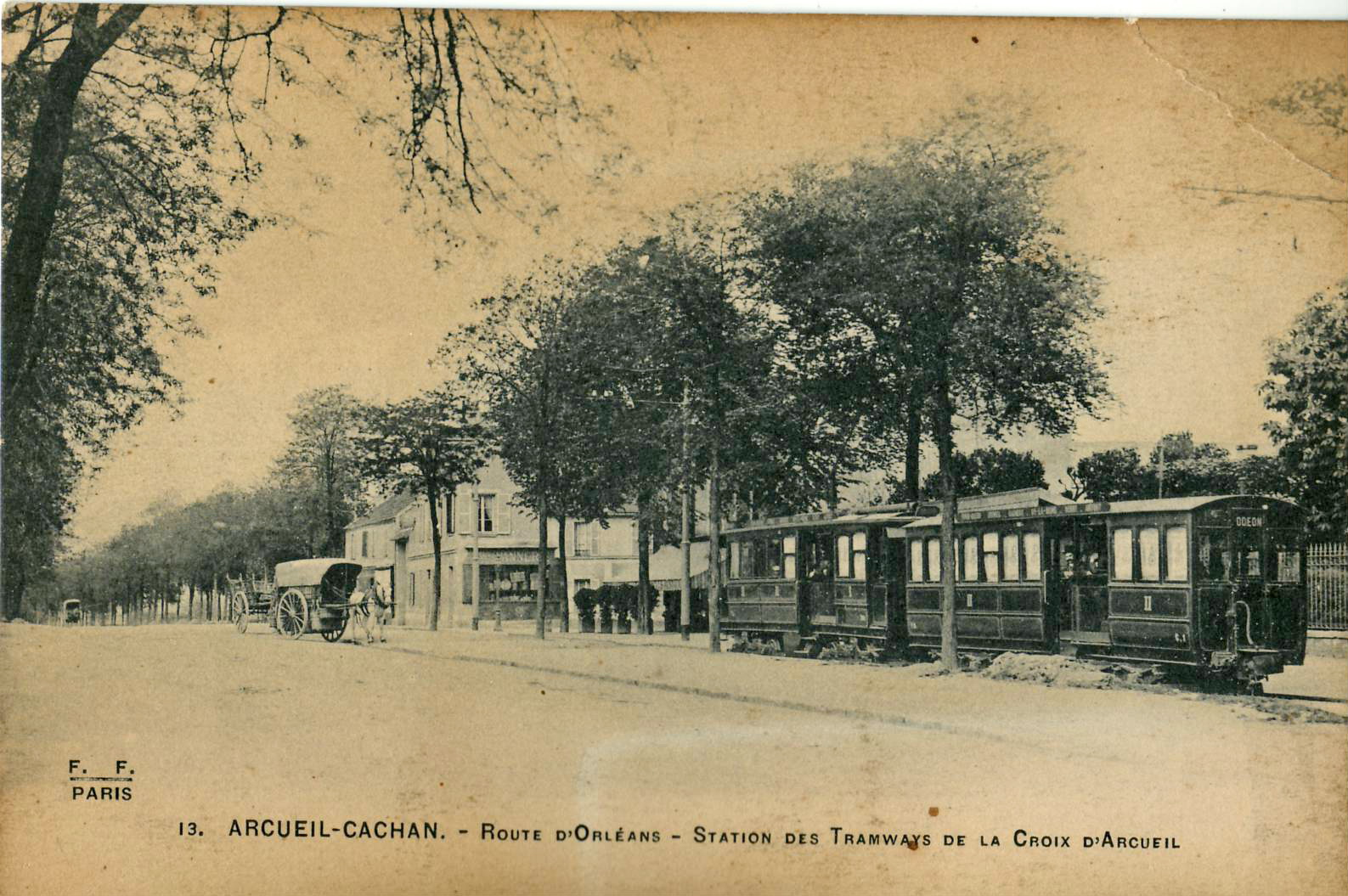
Station « La Croix d'Arcueil » de la ligne de tramway Paris-Arpajon sur la route d'Orléans, Arcueil-Cachan.

  - No 55 (et nos 1 et 3 rue Barbès) : immeuble à angle coupé occupé depuis au moins 1980 par une agence du groupe des Banques Populaires qui s'y trouve toujours (en 2023), après une réhabilitation du bâtiment et sous la nouvelle dénomination Banque Populaire Rives de Paris. Du côté de la rue Barbès, une plaque a été apposée sur la façade par respect et en hommage aux gendarmes Philippe Montagné (24 ans - célibataire) et Jean-Claude Pascal (27 ans - marié et père de 2 enfants) tués le 30 septembre 1980 vers 14.30 heures lors d'un affrontement avec trois braqueurs de banque en fuite et leur chauffeur complice. Les meurtriers n'ont jamais été identifiés[8],[9],[10].
  - No 87 : école (maternelle et élémentaire) et lycée Aristide Briand. Ce groupe scolaire occupe l'emplacement de l'ancienne « institution de demoiselles » Schœffer-Sebirot qui était installée, depuis au moins 1888, au même numéro de ce qui était encore la route d'Orléans du Grand-Montrouge, dans une vaste maison de campagne. Les petites annonces insérées dans les guides Joanne[11] vantaient — outre la « situation hygiénique et confortable » et un « grand jardin de 10 000 mètres » — l'accès facile de cette institution privée par les moyens de transport de l'époque : « à cinq minutes du chemin de fer de Ceinture[12] et du tramway de l'Est à Montrouge[13]. »
Après l'armistice de 1918, la Maison familiale des orphelins de guerre (1919) et l'institution de chant liturgique « Cantoria[14] » (1920) s'établirent dans cet « endroit paisible, où tout, parc, jardin, air, lumière, contribue au bien-être et au développement physique des enfants ». L'établissement accueillit des garçons à partir de l'âge de neuf ans comme pensionnaires qui menèrent de front leurs études scolaires primaires et des études musicales[15]. Les bâtiments furent détruits en 1970 pour faire place au nouveau groupe scolaire Aristide Briand.
  - No 105 : parc Jean-Moulin[16],[17].
  - No 126 et 128 : place Jules-Ferry. Le bureau de Poste du quartier de La Vache-Noire (1937, Armand Picard architecte) érigé sur cette place présente sa façade principale et l'entrée du public face à l'avenue Aristide-Briand. Il est répertorié à l'inventaire général du patrimoine culturel d'Île-de-France[18]
- sur la commune d'Arcueil
  - Fort de Montrouge.
- sur la commune de Cachan
  - No 185 : cité-jardin de Cachan[19],[20].